# Ecclesia Dei
L’Ecclesia Dei (o Ecclesia Dei adflicta) è un motu proprio del 2 luglio 1988 di papa Giovanni Paolo II. Con tale documento il papa ha deplorato «l'illegittima consacrazione episcopale» da parte di Marcel Lefebvre conferita due giorni prima, qualificandola come «atto scismatico», per il quale Lefebvre e i vescovi da lui ordinati erano «incorsi nella grave pena della scomunica prevista dalla disciplina ecclesiastica».
Il Pontefice ha detto che l'avvenimento metteva in evidenza l'importanza della «fedeltà alla Tradizione della Chiesa autenticamente interpretata dal Magistero ecclesiastico, ordinario e straordinario, specialmente nei Concili ecumenici da Nicea al Vaticano II» e dell'approfondimento della dottrina di quest'ultimo concilio ecumenico per mettere in luce la sua continuità con la Tradizione. Ha fatto appello ai vescovi affinché prendano le misure necessarie per garantire il rispetto delle giuste aspirazioni di quei cattolici «che si sentono vincolati ad alcune precedenti forme liturgiche e disciplinari della tradizione latina». Ed ha istituito la Pontificia commissione Ecclesia Dei per facilitare la piena comunione ecclesiale di simili persone.
Il testo del motu proprio è consultabile in una versione in italiano sul sito internet della Santa Sede.